# Temple de la renommée des professionnels du rodéo canadien

Le Temple de la renommée des professionnels du rodéo canadien (Canadian Pro Rodeo Hall of Fame, CPRHF) a été fondé en 1979 dans le but d’honorer et de distinguer les concurrents, les constructeurs et les animaux exceptionnels de l’arène du rodéo canadien. Les intronisés sont qualifiés par la Canadian Rodeo Historical Association.
Le CPRHF, situé au Centre de Congrès Calnash Ag, à Ponoka, en Alberta, présente des collections et objets de l’histoire du rodéo professionnel au Canada. Il y a actuellement 195 personnes intronisées au Temple de la renommée du Pro Rodéo canadien.

## Liste des intronisés canadiens
Les personnes intronisées au Canadian Pro Rodeo Hall of Fame font l’objet d’un article séparé[Où ?]. 